# Włodzica
Włodzica (německy Walditz) je řeka v polském Dolnoslezském vojvodství, přítok Stěnavy (nachází se v povodí Odry, nedaleko od Broumovského výběžku).
Řeka je celkem dlouhá 19,8 km. Pramení v nadmořské výšce 680 m n. m. na západním svahu hory Pardelówka, v blízkosti vesnice Dworki. Odvádí vodu z Javořích a Sovích hor; protéká Vladzickou vrchovinou. Říčka protéká městem Nowa Ruda, dále obcemi Świerki, Ludwikowice Kłodzkie, Włodowice a Ścinawka Średnia. V poslední jmenované se vlévá do Stěnavy. Poslední vážnou povodní, během které se Włodzica vylila z břehů, se odehrála v červenci 1997.